# Nueva Reforma las Pilas
Nueva Reforma las Pilas är en ort i Mexiko.   Den ligger i kommunen Siltepec och delstaten Chiapas, i den sydöstra delen av landet, 800 km sydost om huvudstaden Mexico City. Nueva Reforma las Pilas ligger 1 783 meter över havet och antalet invånare är 211.
Terrängen runt Nueva Reforma las Pilas är kuperad åt nordväst, men åt sydost är den bergig. Runt Nueva Reforma las Pilas är det ganska glesbefolkat, med 27 invånare per kvadratkilometer. Närmaste större samhälle är Capitán Luis A. Vidal, 3,1 km öster om Nueva Reforma las Pilas. I omgivningarna runt Nueva Reforma las Pilas växer i huvudsak städsegrön lövskog.